# Onthophagus aspernatus
Onthophagus aspernatus là một loài bọ cánh cứng trong họ Bọ hung (Scarabaeidae).